# 메시지 (구글)
메시지(Messages)는 구글이 안드로이드 모바일 운영 체제를 위해 개발한 SMS, RCS, 인스턴트 메시징 애플리케이션이다. 웹 인터페이스도 사용할 수 있다. 2014년에 출시되었으며, 2018년부터 RCS 메시징을 지원하여 "채팅 기능"으로 마케팅하고 있다.

## 개요
SMS, MMS, RCS 메시징을 지원한다. 웹 인터페이스와 웨어 OS 인터페이스도 사용할 수 있다.
2014년에 출시되었으며, 2018년부터 RCS 메시징을 지원하고 있다. 2020년 4월까지 이 앱은 10억 개 이상의 설치 수를 기록했다. 구글 캘린더, 구글 어시스턴트, 구글 듀오와의 다양한 통합을 포함한다.

## 같이 보기
- 메시지 (애플)
- IMessage
- 구글 알로
- 구글 챗
- WhatsApp
- 단문 메시지 서비스